# Тимошево (Московская область)
Тимошево — деревня в Волоколамском районе Московской области России, входит в состав сельского поселения Спасское. Население — 1 чел. (2010).

## География
Деревня Тимошево расположена на западе Московской области, в западной части Волоколамского района, примерно в 4 км к юго-западу от черты города Волоколамска, на левом берегу реки Вельги (бассейн Иваньковского водохранилища).
В деревне 3 улицы — Дорожная, Зелёная и Полевая, приписано 2 садоводческих некоммерческих товарищества. Около деревни проходят пути Рижского направления Московской железной дороги. Ближайшая железнодорожная станция — платформа 133 км. Ближайшие населённые пункты — деревни Козино, Крюково и Терентьево.

## Население
| 1852 | 1859 | 1899 | 1926 | 2002 | 2006 | 2010 |
| ---- | ---- | ---- | ---- | ---- | ---- | ---- |
| 178  | ↗220 | ↗250 | ↘200 | ↘0   | →0   | ↗1   |

## Достопримечательности
В деревне Тимошево расположена Братская могила советских воинов, погибших в 1941—1942 годах во время Битвы за Москву. Братская могила советских воинов имеет статус памятника истории местного значения.

## История
XVI—VII вв.
В первой половине XVI века село с находившейся в нём церковью Пресвятой Богородицы было во владении фамилии Плохово, а в 1550 году продано в вотчину Иосифо-Волоцкого монастыря.

Иосифова монастыря в вотчине село Тимошово, а в нем храм Парасковеи, нарицаемыя Пятницы; во дворе поп Лука; пашни паханыя 5 четвертей с осминою, перелогу и лесом поросло 15 четвертей в поле, а в дву по тому ж, а церковная ли пашня или нет, того именно в писцовых книгах не написано…— писцовые книги 1626 года Волоколамского уезда, Льняникова стана
XIX век

Тимошево, село 1-го стана, Государственных Имуществ, 79 душ мужского пола, 99 женского, 1 церковь, 19 дворов, 108 верст от столицы, 7 от уездного города, между Можайским и Зубцовским трактами.— Нистрем К. Указатель селений и жителей уездов Московской губернии, 1852 г.

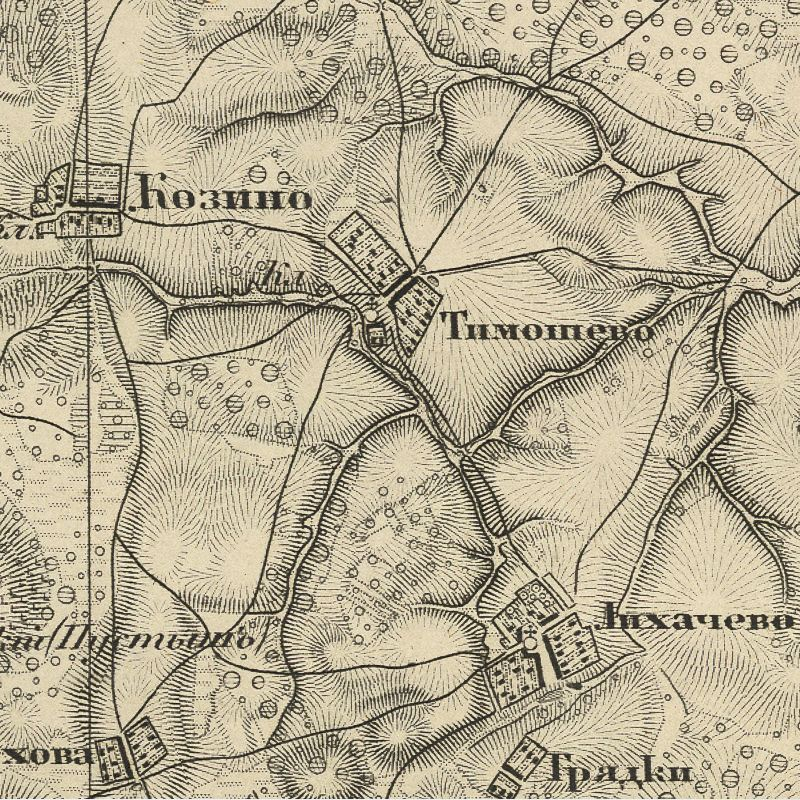
Село Тимошево на карте Московской губернии Ф. Ф. Шуберта, 1860 г.

В «Списке населённых мест» 1862 года — казённое село 1-го стана Волоколамского уезда Московской губернии по правую сторону Московского тракта, от границы Зубцовского уезда на город Волоколамск, в 8 верстах от уездного города, при речке Вельге, с 25 дворами, православной церковью и 220 жителями (90 мужчин, 130 женщин).
По данным на 1899 год — центр Тимошевской волости Волоколамского уезда с 250 душами населения. В селе размещалось волостное правление, имелось церковно-приходское училище.
XX—XXI вв.
В 1913 году — 48 дворов, волостное правление, церковно-приходская школа, сберегательная касса и чайная лавка.
По материалам Всесоюзной переписи населения 1926 года — центр Тимашевского сельсовета Тимошевской волости в 2,66 км от Осташёвского шоссе и 6,4 км от станции Волоколамск Балтийской железной дороги, проживало 200 жителей (75 мужчин, 125 женщин), насчитывалось 47 хозяйств, среди которых 44 крестьянских, имелись агропункт, изба-читальня, почтово-телеграфное агентство и школа, размещался волостной исполнительный комитет.
С 1929 года — населённый пункт в составе Волоколамского района Московского округа Московской области. Постановлением ЦИК и СНК от 23 июля 1930 года округа как административно-территориальные единицы были ликвидированы.
1929—1954 гг. — центр Тимашевского сельсовета Волоколамского района.
1954—1963 гг. — деревня Привокзального сельсовета Волоколамского района.
1963—1964 гг. — деревня Привокзального сельсовета Волоколамского укрупнённого сельского района.
1964—1965 гг. — деревня Волоколамского сельсовета Волоколамского укрупнённого сельского района.
1965—1994 гг. — деревня Волоколамского сельсовета Волоколамского района.
В 1994 году Московской областной думой было утверждено положение о местном самоуправлении в Московской области, сельские советы как административно-территориальные единицы были преобразованы в сельские округа.
1994—2006 гг. — деревня Волоколамского сельского округа Волоколамского района.
С 2006 года — деревня сельского поселения Спасское Волоколамского муниципального района Московской области.